# Pteralopex flanneryi
Pteralopex flanneryi — вид рукокрилих, родини Криланових.

## Поширення, поведінка
Країни поширення: Папуа Нова Гвінея, Соломонові острови. Висотний діапазон: від рівня моря до 200 м над рівнем моря. Цей вид, як видається, повністю залежить від старовікових лісів низовини.